# 茨進グループ

## 茨進とは

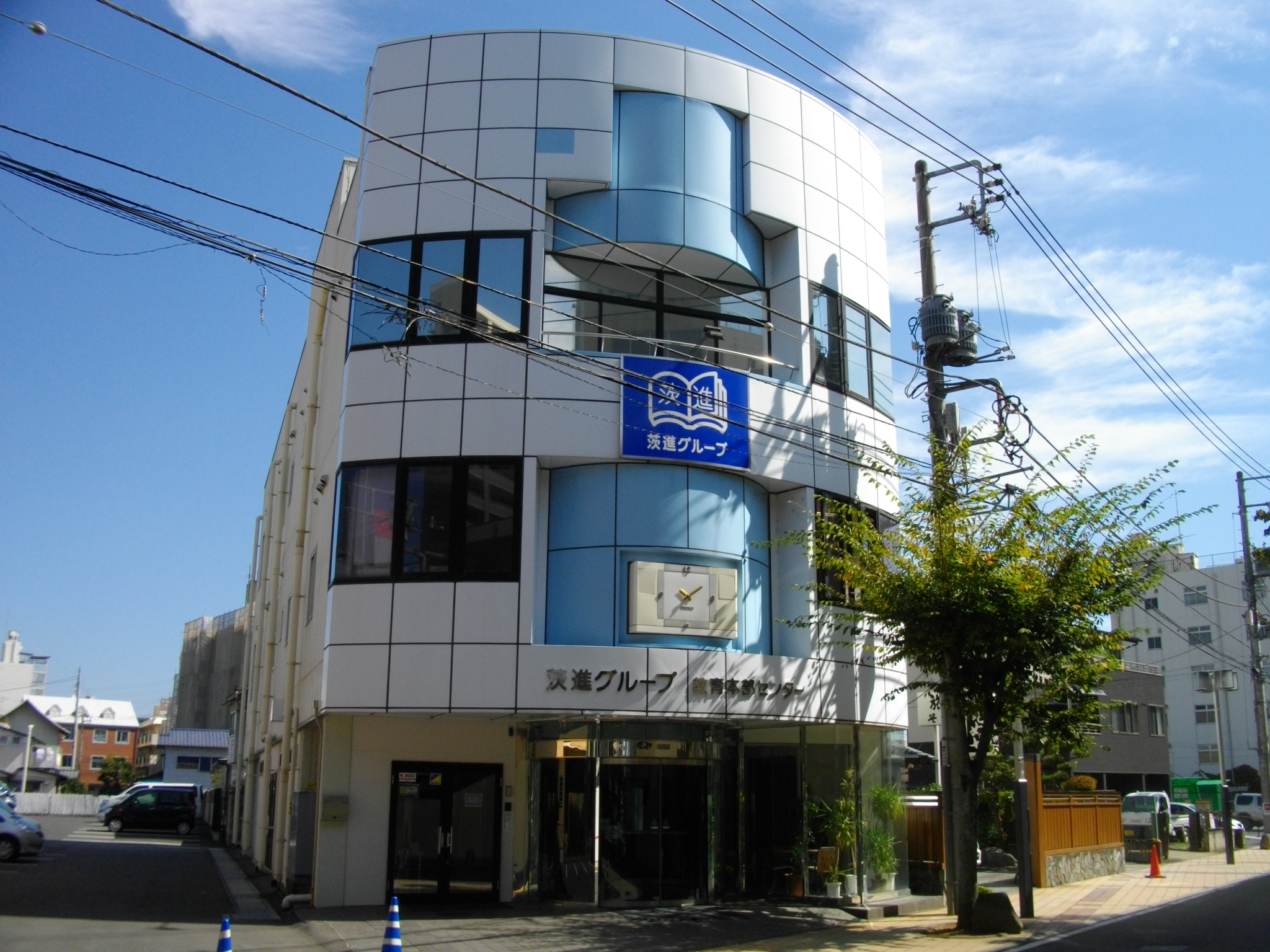
茨進グループ本部

茨進株式会社（いばしんグループ）は、茨城県土浦市に本社がある、学習塾を展開している株式会社である。通称は「茨進」。1歳児から高校生までを対象としている。
2012年3月に市進教育グループに加わった。茨城県内で学習塾「茨進ゼミナール」「茨進中学受験ゼミ」「茨進ハイスクール」「いばしん個別指導学院」や小学校低学年からの才能共育「ウイングキッズ・ラボ」などを運営している。1976年の創業以来、地元校への進学志向が強い家庭のニーズに応えるべく、徹底した地域密着姿勢をとってきている。2013年度より市進教育グループの茨城県内におけるブランド名を「茨進」に統一した。

## 校舎一覧
（※１）磯原校、高萩駅前校、十王駅前校、日立駅前校１号館、日立駅前校２号館、常陸多賀駅前校、大みか駅前校、常陸太田校、東海駅前校、勝田駅前校、那珂校、水戸駅前校１号館、水戸駅前校２号館、水戸笠原校、赤塚駅前１号館、赤塚駅前２号館、友部校、
（※２）古河校、古河諸川校、下妻駅前校、守谷駅前校１号館、守谷駅前校２号館、アネックス守谷校、守谷松前台校、みらい平校、みどりの駅前校、つくば大穂校、つくば天久保校、つくば駅前校、つくば竹園校、つくば竹園校２号館、つくば松代校、つくば並木校、つくば学園の森校、万博記念公園校、石岡駅前校、土浦神立校、土浦駅前校、土浦桜ヶ丘校、荒川沖校、阿見校、ひたち野うしく駅前校、牛久駅前校、龍ケ崎たつのこ校、佐貫駅前校、取手駅前校